# Hulme End
Hulme End – osada w Anglii, w hrabstwie Staffordshire. Leży 41 km na północny wschód od miasta Stafford i 215 km na północny zachód od Londynu.